# 그레이엄 핸콕
그레이엄 핸콕(Graham Hancock, 1950년 8월 2일 ~ )은 영국의 작가이다.

## 경력
- 이코노미스트(The Economist)지의 동아프리카 특파원
- 선데이 타임스(Sunday Times)지의 기자를 역임했다.

## 저서
- 신의 지문(Fingerprints of the Gods)[1]
- 창세의 수호신(Keeper of Genesis)[2]
- 우주의 지문:화성 멸망의 수수께끼(The Mars Mystery: The Secret Connection Between Earth and the Red Planet)[3]